# داونزویل (ویسکانسین)
داونزویل (به انگلیسی: Downsville) یک منطقهٔ مسکونی در ایالات متحده آمریکا است که در شهرستان دون، ویسکانسین واقع شده‌است. داونزویل ۱۴۶ نفر جمعیت دارد.